# Evinrude
Evinrude Motors grundades 1910 i Milwaukee i Wisconsin av norskfödde Ole Evinrude. Varumärket ingick i OMC, Outboard Motor Corporation från 1929. Varumärket ägs idag av Bombardier Recreational Products.

## Historik
Den första utombordaren tillverkades år 1909 och var handgjord. Den hade inbyggd tank och en skild slang för kylarvatten på utsidan av riggen istället för ett rör på insidan som det är på dagens utombordare samt ett roder. Det var en encylindrig, 1,5 hk (1,1 kW) modell. Motorn började serietillverkas med maskiner och säljas till privatpersoner något år senare.
År 1921 bildade Ole Evinrude med sin hustru Bessie Elto Outboard Motor Company, där Elto står för Evinrude's Light Twin Outboard. Denna nya utombordsmotor var också mycket framgångsrik, och 1929 slogs Eltobolaget samman med den ursprungliga Evinrudebolaget.
Bessie Evinrude, som 1928 hade avgått av hälsoskäl, avled 1933 i Milwaukee, 48 år gammal. Ole Evinrude dog året därpå i Milwaukee, 57 år gammal. Företaget övertogs av deras son, Ralph. År 1936 slog Evinrudebolaget samman med Johnson Motor Company och bildade Outboard Marine Corporation (OMC). Under andra världskriget tillverkade bolaget motorer för olika typer av militära marina fartyg.
2001 återuppstod varunamnet Evinrude inom Bombardier Recreational Products. 2020 meddelade Bombardier Recreational Products att man skulle lägga ned tillverkningen av Evinrude utombordsmotorer.

## Evinrude idag
Idag tillverkar Evinrude motorer från 3,5 hk till 300 hk. Evinrude tillverkar fyrtaktsmotorer upp till 15 hk, men därefter är det bara tvåtaktsmotorer upp till 300 hk.